# Karl-Heinz Menz
Karl-Heinz Menz (Tambach-Dietharz, 17 de diciembre de 1949) es un deportista alemán que compitió para la RDA en biatlón.
Participó en los Juegos Olímpicos de Innsbruck 1976, obteniendo una medalla de bronce en la prueba por relevos.

## Palmarés internacional
| Juegos Olímpicos | Juegos Olímpicos    | Juegos Olímpicos  | Juegos Olímpicos |
| Año              | Lugar               | Medalla           | Prueba           |
| ---------------- | ------------------- | ----------------- | ---------------- |
| 1976             | Innsbruck (Austria) | Medalla de bronce | Relevos          |